# Nautilus Pompilius
Nautilus Pompilius (ros. Наутилус Помпилиус) – radziecka i rosyjska grupa rockowa. Powstała w Swierdłowsku (od 1991 Jekaterynburg) i działała w latach 1982–1997.
Najsłynniejsze utwory to: „Spacery po wodzie” („Прогулки по Воде”), „Chcę być z tobą” („Я хочу быть с тобой”), „Skrzydła” („Крылья”) oraz „Ostatni list” („Последнее письмо”) znany powszechnie od pierwszych słów refrenu „Goodbye America”.
W 1988 r. w zespole wystąpiła gościnnie Ałła Pugaczowa (chórki w piosence „Doktor twojego ciała” („Доктор твоего тела”) na płycie Князь Тишины).
w 1997 roku muzyka autorstwa Nautilusa została wykorzystana w filmie reżysera Aleksieja Bałabanowa pt. Brat.

## Historia
Grupa powstała w 1978 roku z inicjatywy Wiaczesława Butusowa i Dmitrija Umieckiego – studentów architektury. Początkowo zespół miał się nazywać „Ali Baba i czterdziestu rozbójników”, jednak w 1983 Andriej Makarow zaproponował nazwę „Nautilus”, a w 1985 r. Ilja Kormilcew zmienił ją na „Nautilus Pompilius”.
Na początku swojego istnienia grupa występowała na potańcówkach, wykonując covery zagranicznych rockowych hitów. W 1983 roku został nagrany debiutancki album Переезд, inspirowany brzmieniem Led Zeppelin. Wraz z nowym albumem – Невидимка – muzycy odeszli od dotychczasowej muzycznej estetyki. Tworząc nowe brzmienie wzorowali się na przykładzie leningradzkich grup interesujących się w owym czasie nową falą. Ukształtowany został również ówczesny imidż grupy – czarno-białe ubrania i makijaż sceniczny utrzymany w tej samej kolorystyce. Do grupy dołączył poeta – Ilja Kormilcew, który jest autorem większości tekstów Nautilusa. Skład zespołu tworzyli w tym czasie: Wiaczesław Butusow (wokal i gitara), Dmitrij Umiecki (gitara basowa)Wiktor Komarow (klawiszowe), Aleksiej Mogilewski (saksofon, klawiszowe), Albert Potapkin (perkusja).
Grupa regularnie występowała na scenie Swierdłowskiego Rock Klubu, jednego z najpopularniejszych ośrodków muzyki rockowej w Związku Radzieckim.
Ogólnokrajową sławę w ZSRR zespół zdobył w 1986 roku, po wydaniu albumu Разлука. Koncertował w całym kraju i za granicą.
W 1989 roku z Nautilusa odszedł współzałożyciel – Dmitrij Umiecki. Jego decyzja była spowodowana częstymi zmianami składu zespołu oraz sporami i kłótniami dzielącymi muzyków Nautilusa, które pojawiły się wraz z nadejściem sukcesu. Zaraz po tym Butusow na rok rozwiązał grupę. W 1989 roku wraz z udziałem byłego współlidera nagrano album Человек без имени (wydany w 1995). Umiecki do zespołu nie powrócił.
W tym samym roku Kormilcew, Butusow i Umiecki zostali uhonorowani Komsomolską Nagrodą Lenina. Kormilcew zrezygnował z wyróżnienia z uwagi na przekonania polityczne. Butusow nie pojawił się na ceremonii przyznania, a otrzymane pieniądze przekazał na cel charytatywny. Umiecki jako jedyny przyjął nagrodę.
Wraz z początkiem lat 90. i ustanowieniem nowego składu zmieniło się również brzmienie Nautilusa, większą rolę w utworach odgrywała wówczas gitara.
W 1993 roku grupa świętowała 10- lecie istnienia i z tej okazji został wydany koncertowy album Отчёт 1983–1993. Udział w projekcie wzięły m.in. zespół Aleksieja Mogilewskiego Ассоциация, Akwarium, Nastia, Czajf i Agata Kristi, wykonując covery popularnych utworów Nautilusa.
Wiaczesław Butusow rozwiązał zespół w 1997 roku bez podania konkretnej przyczyny. Decyzję o rozpadzie podjęto podczas nagrywania ostatniego albumu grupy.
W 2008 roku Nautilus obchodził 25- lecie istnienia. Z tej okazji Butusow wraz ze swoim nowym zespołem Ju-Piter wydał dwuczęściowy tribute album – НАУБУМ. Na pierwszą część składają się covery największych hitów Nautilusa, nagrane m.in. przez grupy takie jak Alisa, Maszyna Wriemieni, Piknik, Nocznyje Snajpery, Mumij Troll, a na drugą część aranżacje innych utworów zespołu wykonanych przez Ju-Pitera.

## Dyskografia[6]

### Albumy studyjne
- 1983 – Переезд
- 1985 – Невидимка
- 1986 – Разлука
- 1988 – Князь тишины
- 1991 – Родившийся в эту ночь
- 1992 – Чужая земля
- 1994 – Титаник
- 1994 – Наугад
- 1995 – Человек без имени
- 1996 – Крылья
- 1997 – Яблокитай
- 1997 – Атлантида

### Albumy koncertowe
- 1987  –  Подъём
- 1988  –  Раскол
- 1988  –  Ни кому ни кабельность
- 1988  –  Отбой
- 1993  –  Отчёт 1983–1993
- 1994  –  Титаник Live
- 1996  –  Акустика (Лучшие Песни)

## Skład

### Ostatni skład
- Wiaczesław Butusow  –  wokal, gitara, teksty, muzyka (1982–1997)
- Ilja Kormilcew – teksty (1985–1997)
- Albert Potapkin  –  perkusja (1986–1987, 1991–1997)
- Igor Kopyłow –  gitara basowa (1990–1997)
- Nikołaj Pietrow –  gitara (1994–1997)
- Aleksiej Mogilewski  –  klawiszowe, saksofon, chórki (1986–1988, 1994–1997)

### Byli członkowie
- Dmitrij Umiecki –  gitara basowa, chórki, muzyka, teksty (1982–1987, 1989)
- Andriej Sadnow –  gitara (1982–1983)
- Wiktor Komarow  –  klawiszowe (1983–1988)
- Aleksiej Chomienko –  klawiszowe (1987–1988)
- Władimir Elizarow  –  gitara basowa, gitara (1988)
- Wiktor Aławacki –  gitara basowa (1988)
- Władimir Nazimow –  perkusja (1987–1988)
- Jegor Biełkin –  gitara (1988, 1990–1993)
- Aleksandr Bieljajew –  gitara (1989–1993)
- Igor Dżawad-Zade –  perkusja (1989–1991)
- Igor Gonczarow  –  perkusja (1982)
- Aleksandr Zarubin –  perkusja (1982–1983)
- Nastia Polewa –  wokal (1985)

## Kinematografia
Pod koniec lat 80. muzycy grupy wzięli udział w tworzeniu krótkometrażowych filmów swierdłowskiego reżysera, Aleksieja Bałabanowa. Były to produkcje: Kiedyś były inne czasy (1987) – oparty na hicie Nautilusa „Spojrzenie z ekranu” („Взгляд с экрана”), Nie mam przyjaciela (1987) i Nastia i Jegor (1989).
W 1997 roku Bałabanow zaprosił Nautilusa do udziału w filmie Brat – wykorzystano w nim muzykę autorstwa Butusowa i Kormilcewa, a członków zespołu zaangażowano do ról epizodycznych (występu cameo).